# Janasfladan
Janasfladan är en lagun i Finland. Den ligger i landskapet Österbotten, i den västra delen av landet, 400 km nordväst om huvudstaden Helsingfors.
Janasfladan omgärdas av Östsynnerstgrund i söder samt de två grusåsar som sträcker sig ut från denna ö i öster och väster. I norr avgränsas den av Kobborna. Janasfladan ingår i ögruppen Söderstenarna i kommunen Malax.